# Калмыкова, Лукерья Васильевна
Лукерья Васильевна Калмыкова, в девичестве Губанова (29 марта 1841, Таврическая губерния—15 декабря 1886) — одна из видных деятелей и лидер духоборов. Супруга лидера духоборов, Петра Калмыкова.

## Биография
Лукерья Калмыкова родилась в семье Василия Никифоровича и Аграфены Савельевны Губановых в 1840 году. Через год семья уехала в Грузию, где поселилась в селе Горелом. В возрасте 16 лет её руки стал добиваться Пётр Калмыков, молодой лидер духоборов. Вместе они прожили недолго — 7 лет, после чего Пётр скончался. 
В 1864 году после смерти своего супруга, Калмыкова стала лидером духоборов. Она правила духоборческими общинами 22 года. При ней начался расцвет духоборческого быта: она часто бывала в сёлах, оказывала любую помощь неимущим, развивала хозяйство. Особенное внимание было уделено лошадям, которые выращивались духоборами и вывозились во множество районов России и за границу. Также Калмыкова создавала положительный образ духоборов у царствующей власти, управляя почтовыми и транспортными перевозками в районах проживания духоборов.

Они (духоборцы)... заставили всё окрестное население уважать себя и на далёкой окраине, казалось, высоко подняли русское знамя. Раскинувшиеся в трёх губерниях, среди нищенского туземного населения, цветущие сёла их выявляли из себя отрадный вид оазисов, а с политической стороны представлялись этапными пунктами русского дела и влияния в крае. Георгий Шервашидзе.

Часто Калмыкова использовала телесные наказания для особо провинившихся членов общин. Наибольшей проблемой духоборов Лукерья видела пьянство. Она придумала оригинальный способ борьбы с недугом — заставляла пьющих пройти голыми по деревне. Во время войны с Турцией Калмыкова смогла договориться с Великим князем Михаилом Николаевичем, чтобы духоборы, подлежащие призыву в армию, не участвовали в военных действиях, а лишь исполняли роль перевозчиков провианта солдатам, в частности духоборческая община смогла выставить для этого дела около 4 тысяч фургонов, и медиков, создавая лазареты. Несмотря на весь свой авторитет, Лукерья пользовалась подлинной любовью всего духоборческого общества, в частности, они называли её исключительно ласково «Лушечкой» или «Лушечкой Блаженной». 
Также Калмыкова запомнилась пророчеством о будущем исходе духоборов из России и расколе в среде движения: 

Милые мои! Духоборцам предстоит великая борьба — освободиться от пролития крови человеческой. Как желала бы я, чтобы духоборцы были все заедино, но может случиться, что духоборцы расколются между собой, и это будет огромное несчастье. Духоборцам суждено будет покинуть нашу родину и побывать в далеких странах для испытания их веры и дня прославления Господа, но говорю вам, где бы духоборцы ни были, где бы они ни ходили, они должны возвратиться на это место. Это место им обетованное, и когда возвратятся — духоборцы найдут себе покой и утешение.